# Col

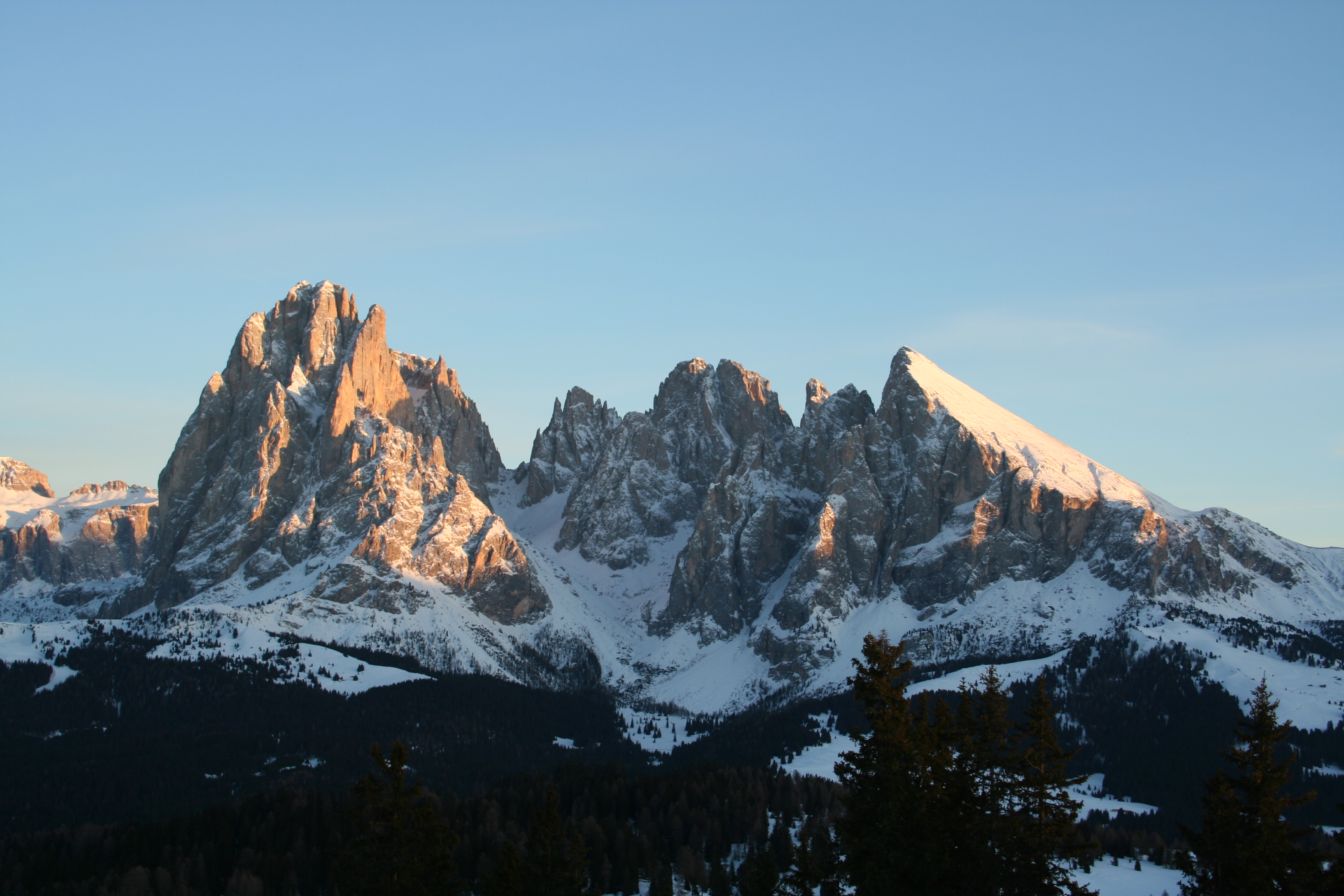
Nhóm Langkofel với Langkofel Col (Langkofelscharte) bên trái trung tâm có thể nhìn thấy rõ

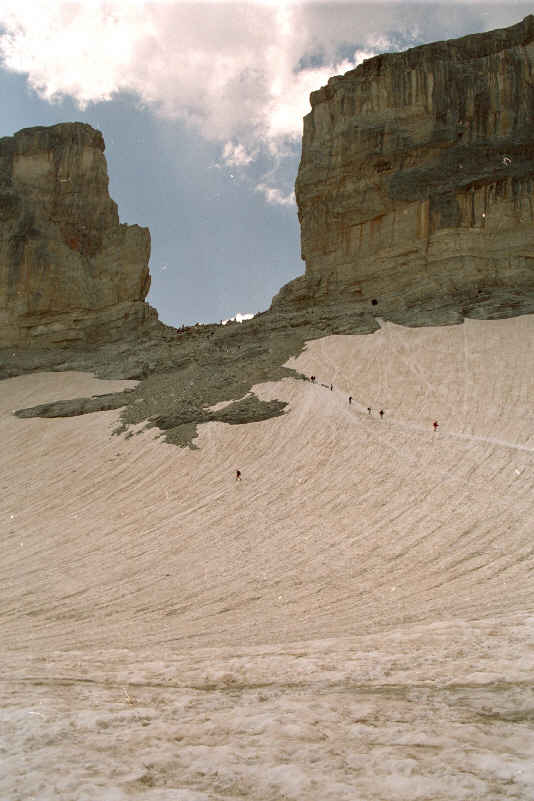
Brèche de Roland ở Pyrenees

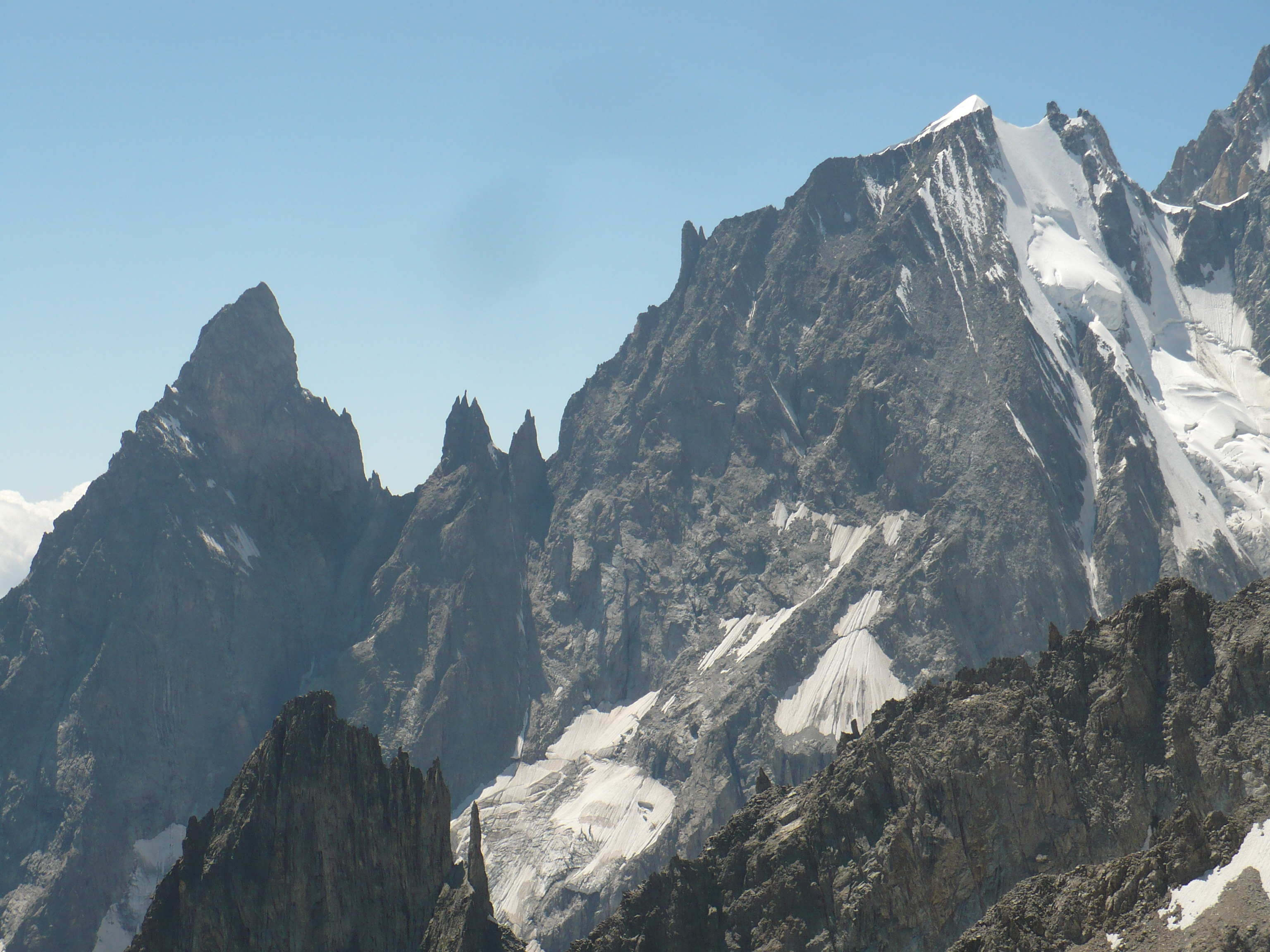
Sườn núi Peuterey. Từ trái sang phải Aiguille Noire de Peuterey (3773 m), Brèche-sud (3429 m), Dames Anglaises (3601 m), Brèche-trung tâm, L'Isolée, Brèche-nord (3491 m), Aiguille 4112 m) và Col de Peuterey (3934 m)

Trong địa mạo học, một col là một điểm thấp nhất trên một sườn núi giữa hai đỉnh . Nó cũng có thể được gọi là một gap . Đặc biệt gồ ghề và cấm cols trong địa hình thường được gọi là rãnh . Chúng thường không phù hợp khi đi qua núi, nhưng đôi khi bị cắt ngang bởi các con đường hoặc con đường của người leo núi. Thuật ngữ col có xu hướng được liên kết nhiều hơn với núi hơn là các dãy đồi.
Chiều cao của một đỉnh trên col cao nhất của nó (được gọi là phần lồi địa hình ) thực sự là thước đo cho sự nổi bật về địa hình của một ngọn núi. Cols nằm trên dòng nước đầu nguồn giữa hai ngọn núi, thường trên một sườn núi hoặc arête nổi bật. Ví dụ, col cao nhất ở Áo, Obere Glocknerscharte ("Upper Glockner Col", 3.766   m   (AA) ), nằm giữa Kleinglockner ( 3.783   m   trên mực nước biển (AA) ) và Großglockner ( 3.798   m   trên mực nước biển (AA) ), tạo cho Kleinglockner sự nổi bật tối thiểu là 17   mét.
Phần lớn các col không được đặt tên và không bao giờ được chuyển tiếp hoặc chỉ được giao cắt trong quá trình vượt qua một đường sườn núi. Nhiều đỉnh núi đôi được phân tách bằng col nổi bật. Sự khác biệt với các tên khác cho các quãng nghỉ trong các rặng núi như yên xe, khe gió hoặc rãnh không được xác định rõ ràng và có thể thay đổi từ nơi này sang nơi khác.